# Joseph Kromolicki
Joseph Kromolicki (auch Józef Kromolicki; * 16. Januar 1882 in Posen als Josef Marzell Kromolicki; † 11. Oktober 1961 in Berlin) war ein deutscher Komponist der Spätromantik. Er widmete sich fast ausschließlich der katholischen Kirchenmusik.

## Leben
Joseph Kromolicki war ein Sohn des Schneidermeisters Anton Kromolicki und seiner Frau Sophie, geb. Groblewicz. Seine Mutter verstarb bald nach seiner Geburt. Nach dem Abitur ging er an die Kirchenmusikschule Regensburg, wo er von den cäcilianisch ausgerichteten Meistern Franz Xaver Haberl, Michael Haller und Joseph Renner jun. unterrichtet wurde. Sein Studium setzte er in Berlin am Stern’schen Konservatorium bei Max Julius Loewengard, an der Staatlichen Akademie für Kirchen- und Schulmusik sowie an der Universität Berlin in den Fächern Musikwissenschaft, Philosophie und Kunstgeschichte fort. Außerdem erhielt er bei Hans Pfitzner
Privatunterricht in Komposition und Dirigieren. Das Amt eines Musiklehrers am Königlich-Städtischen Realgymnasium in Berlin sicherte seinen Unterhalt nach Beendigung des Studiums. Seine Hauptbetätigung fand er aber als Dirigent des Kirchenchores an St. Michael, den er von 1905 bis 1956 leitete. 1923 heiratete er Elisabeth Karutz. Im Zweiten Weltkrieg wurde die Kirche weitgehend zerstört, weshalb die Gottesdienste im benachbarten Marienstift abgehalten werden mussten. Das hatte eine Einschränkung seiner aufführungstechnischen Möglichkeiten zur Folge. Auch seine Wohnung in der Melchiorstraße wurde ausgebombt. Eine Notunterkunft fand er zuerst im Marienstift, später in der Waldemarstraße. Die restlichen Jahre seines Lebens verbrachte Kromolicki mit seiner Frau in einem Altenwohnheim in Schlachtensee im Stadtbezirk Steglitz-Zehlendorf, wo er 1961 nach zweijähriger Krankheit verstarb. Sein Grab befindet sich auf dem Michaelsfriedhof.
Noch zu Lebzeiten erhielt er einige Auszeichnungen: 1913 die Ernennung zum Königlichen Musikdirektor, 1930 die Verleihung des Päpstlichen Verdienstkreuzes Pro Ecclesia et Pontifice.

## Kompositorisches Schaffen
In Kromolickis Werk dominiert eindeutig die Kirchenmusik – von dem 90 Nummern umfassenden Werkverzeichnis kommt nur acht Nummern weltlicher Charakter zu.
Obwohl Kromolicki in Regensburg, der damaligen Hochburg des Cäcilianismus, studierte, ist bereits seine erste Messvertonung, die Fest-Messe zu Ehren des hl. Erzengels Michael für vierstimmigen gemischten Chor und Orgel (1911) stilistisch eindeutig der Spätromantik zuzuordnen: Der Satz ist gekennzeichnet durch Chromatik, kühne Modulationen und Enharmonische Verwechslungen. In seiner zweiten Messvertonung, der Zweiten Festmesse (i. h. S. Sophiae M.), an Aufwand und Umfang seine größte Messkomposition, treten ergänzend zu den Merkmalen der ersten Messe starke Dynamik, Ausnutzung der Terzverwandtschaft und häufige Taktwechsel hinzu. Nach einem längeren Zeitraum folgten die dritte (1925) und vierte (1926) Messe, beide a cappella, von denen der Einsatz eines Fernchores in der vierten erwähnenswert ist. Ab der sechsten Messe ist ein stilistischer Wandel vom Satten zum Asketischen festzustellen: Chromatik findet mehr zum Selbstzweck als zu modulierender Funktion Anwendung, Quinten- und Quartenharmonik und gedämpfte Instrumentalbegleitung geben seinen späteren Messvertonungen einen herberen Zug.
Die Anzahl von Kromolickis Kompositionen für Orgel allein nimmt mit nur fünf Opera eine Randposition in seinem Gesamtwerk ein. Die immer wiederkehrenden Merkmale seiner Orgelwerke sind Wechsel von harfenähnlichen Skalenläufen oder Zerlegungen chromatischer Harmonien mit Akkordballungen, synkopische Akkordeinbrüche, alterierte Akkorde und Wechselnoten. Bedient sich Kromolicki, wenn auch nur selten, einer strengen Form, so ist es die Mehrthemenfuge oder die Passacaglia. Eine Hilfestellung für in der Improvisation weniger versierte Spieler leistete er mit seinen 50 Präludien und Improvisationen für Harmonium (1953).

## Werke (Auswahl)

### Geistliche Werke
- 10 Messen:
  - Fest-Messe zu Ehren des hl. Erzengels Michael für vierstimmigen gemischten Chor und Orgel; op. 1 (1911)
  - Zweite Fest-Messe (i. h. S. Sophiae M.) für vierstimmigen gemischten Chor und Orgel; 4 Bläser oder Streichorchester ad lib.; op. 2 (1914)
  - Dritte Messe in d-Moll für gemischten Chor; op. 7 (1925)
  - Vierte Messe in b-Moll für gemischten Chor und Frauen-Fernchor; op. 9 (1926)
  - Missa brevis (Fünfte Messe) für vierstimmigen gemischten Chor; op. 14 (1928)
  - Missa festiva in E (Sechste Messe) für gemischten Chor und Orgel; op. 18 (1929)
  - Festmesse für vierstimmigen Männerchor und Orgel (Siebente Messe); op. 20 (1930)
  - Missa Dominicalis für vierstimmigen Männerchor (Achte Messe); op. 21 (1931)
  - Missa in festis solemnibus (Neunte Messe) für drei Oberstimmen und Orgel; op. 23 (1931)
  - Missa Exsultet für zweistimmigen Chor und Orgel oder Harmonium; op. 56 (1954)
- 35 Offertorien
- 14 Gradualien
- 3 Ecce sacerdos magnus
- 1 Requiem
- Te Deum in e-Moll für 4 gemischte Stimmen, 2 Trompeten, 2 Posaunen und Orgel; op. 43
- Lateinische und deutsche Hymnen und Lieder, darunter:
  - Wie wunderherrlich ist dein Name für Sopran-Solo, gemischten Chor, Orgel und 4 Bläser; Streichinstrumente und Pauken ad lib. (Text aus Psalm 8); op. 3/2
  - 4 Marienlieder für gemischten Chor; op. 10
  - Der Engel des Herrn für Sopran-Solo, dreistimmigen Frauen- oder Kinderchor und Orgel oder Harmonium; op. 10/5
  - Sechs deutsche Sakraments- und Herz-Jesu-Gesänge für gemischten Chor; op. 12
  - Preisgesang „Hoch preiset meine Seele den Herrn“ für vierstimmigen gemischten Chor; op. 12/3
  - Fünf Mariengesänge für vierstimmigen Männerchor; op. 15
  - Alleluja. Festgesang für Ostern und das Christkönigsfest für gemischten Chor, Orgel, 2 Trompeten und 2 Posaunen; op. 16
  - Gegrüßet seist du Königin. Fünf Mariengesänge für dreistimmigen Frauenchor und Orgel; op. 19
  - Fünf eucharistische Hymnen für die Prozession am Fronleichnamsfest für gemischten Chor, 2 Trompeten, 2 Hörner, 2 Posaunen und Tuba; Pauken ad lib.; op. 24a
  - Psalm „Jauchzet Gott, alle Lande“ für Sopran-Solo, gemischten Chor und Orgel; op. 32
  - Feria sexta in Parasceve. Chöre der Passion nach dem hl. Johannes – Gesänge zur Kreuzverehrung und zur Prozession für vierstimmigen gemischten Chor; op. 40
- Kantaten:
  - Kantate über das Kirchenlied „Maria zu lieben“ für Gemeindegesang, gemischten Chor, Orgel, Baritonsolo und Violinsolo; op. 45
  - Kantate über das Kirchenlied „Schönster Herr Jesu“ für Gemeindegesang, gemischten Chor, Baritonsolo und Orgel; op. 46

### Orgelwerke
- Orgel solo:
  - Thema und Variationen; op. 34 (1934)
  - Fünf festliche Nachspiele für Orgel; op. 37 (1935)
  - Zwei Konzert-Etüden (Legato – Staccato); op. 49, Nr. 1 (1938)
  - Intermezzo; op. 49, Nr. 2 (1941)
- Harmonium:
  - 50 Präludien und Improvisationen für Harmonium; op. 55 (1953)
- Orgel mit anderen Instrumenten:
  - Sinfonische Suite für Orgel, 2 Trompeten, Horn und Posaune; op. 26 (1932)
  - Triptychon. Drei Impressionen für Orgel und Frauenstimmen; op. 52 (1939)
  - Notturno für Violoncello und Orgel; op. 49, Nr. 3 (1942)

### Sonstige Werke
- 3 Impromptus für Violoncello und Klavier; op. 8 (1926)
- Lieder für Singstimme und Klavier nach Texten von Hans Bethge, Max Bruns, Heinrich Heine, Arno Holz u. a.
- FLORILEGIUM CANTUUM SACRORUM, eine Sammlung von 52 lateinischen, klassischen, leicht ausführbaren Motetten für den vierstimmigen gemischten Chor aus der Chormusik mehrerer Jahrhunderte[3]

## Schriften
- Rückblick – Ausblick. In: Musica sacra. Jahrgang 55, Regensburg 1925, Heft 1, S. 3–7.
- Neue Wege in der Musik. In: Musica sacra. Jahrgang 55, Regensburg 1925, Heft 5, S. 148–150.
- Zum Stil des neuen kirchenmusikalischen Schaffens. In: Musica sacra. Jahrgang 55, Regensburg 1925, Heft 8–9, S. 248–254.
- Ein Beitrag zur Frage: Wie sollen Palestrinas Werke aufgeführt werden? In: Musica sacra. Jahrgang 55, Regensburg 1925, Heft 12, S. 373–375.
- Palestrina und Bach in der evangelischen und katholischen Kirchenmusik. In: Musica sacra. Jahrgang 57, Regensburg 1927, Heft 10, S. 309–311.

### Zur Person
- Hans Leitner: Ein Komponist zwischen Vergessenheit und Historismus. Joseph Kromolicki zum 100. Geburtstag. In: Musica sacra. Jahrgang 102, Regensburg 1982, Heft 2, S. 87–91.
- Alfred Matysek: 50 Jahre im Dienste der Musica sacra. In: Musica sacra. Jahrgang 75, Regensburg 1955, Heft 2–3, S. 64–65.
- Hugo Berger: Joseph Kromolicki. Zum 70. Geburtstage am 16. 1. 1952. In: Musica sacra. Jahrgang 72, Regensburg 1952, Heft 1–2, S. 14–16.
- Fritz Ohrmann: Dr. Joseph Kromolicki. In: Musica sacra. Jahrgang 62, Regensburg 1932, Heft 3, S. 79–83.

### Zu einzelnen Kompositionen
- Elżbieta Charlińska: Analytical Study of Józef Kromolicki’s Thema und Variationen op. 34. In: Roczniki Teologiczne. Jahrgang 63, Lublin 2016, Heft 13, S. 101–116.
- Wilhelm Schosland: J. Kromolickis 4. Messe in B-Moll. In: Musica sacra. Jahrgang 56, Regensburg 1926, Heft 7, S. 194–199.